# WWWF United States Championship
O WWWF U.S.A. Heavyweight Championship (comumente referido como WWWF United States Championship) foi um título de wrestling profissional usado esporadicamente na World Wide Wrestling Federation entre 1963 e 1977. Durante os períodos de tempo em que foi disputado, o título serviu como secundário ao WWWF World Heavyweight Championship. Após a aposentadoria do título, ele foi substituído pelo WWF North American Heavyweight Championship. Ele não tem conexão alguma com o WWE United States Championship.

## Reinados
| #  | Lutador       | Reinado | Data                    | Dias com o título | Local             | Evento         | Notas |
| -- | ------------- | ------- | ----------------------- | ----------------- | ----------------- | -------------- | --- |
| 1  | Bobo Brazil   | 1       | 6 de abril de 1963      | 63                | Califórnia        | Evento ao vivo | Bobo Brazil é reconhecido como o primeiro campeão.                                                       |
| 2  | Johnny Barend | 1       | 8 de junho de 1963      | 31                | Filadélfia, PA    | Evento ao vivo | |
| 3  | Bobo Brazil   | 2       | 9 de julho de 1963      | 64                | Filadélfia, PA    | Evento ao vivo | |
| 4  | Johnny Barend | 2       | 11 de setembro de 1963  | 41                | Baltimore, MD     | Evento ao vivo | |
| 5  | Bobo Brazil   | 3       | 22 de outubro de 1963   | 1335              | Newton Square, PA | Evento ao vivo | |
| 6  | Ray Stevens   | 1       | 18 de junho de 1967     | 67                |                   | Evento ao vivo | |
| 7  | Bobo Brazil   | 4       | 24 de agosto de 1967    | 29                | Trenton, NJ       | Evento ao vivo | |
| 8  | The Sheik     | 1       | 22 de setembro de 1967  | 429               | Detroit, MI       | Evento ao vivo | |
| 9  | Bobo Brazil   | 5       | 24 de novembro de 1968  | 47                |                   | Evento ao vivo | |
| 10 | The Sheik     | 2       | 20 de janeiro de 1969   | 21                | Boston, MA        | Evento ao vivo | |
| 11 | Bobo Brazil   | 6       | 10 de fevereiro de 1969 | 687               | Washington, D.C.  | Evento ao vivo | – |
| —  | Vago          | –       | 29 de dezembro de 1970  | –                 | –                 | –              | – |
| 12 | Pedro Morales | 1       | 7 de janeiro de 1971    | 32                | Los Angeles, CA   | Evento ao vivo | Pedro Morales derrotou Freddie Blassie na final de um torneio.                                           |
| —  | Vago          | –       | 8 de fevereiro de 1971  | –                 | –                 | –              | Pedro Morales deixou o título vago após ganhar o WWWF World Championship.                                |
| 13 | Bobo Brazil   | 7       | 19 de fevereiro de 1971 | 1837              | Harrisburg, PA    | Evento ao vivo | Brazil ganhou o título da WWWF. Ele foi o último campeão após a WWF abandonar o título em março de 1976. |

## Lista de reinados combinados
| Posição | Lutador       | # de reinados | Dias combinados |
| ------- | ------------- | ------------- | --------------- |
| 1.      | Bobo Brazil   | 7             | 4062            |
| 2.      | The Sheik     | 2             | 450             |
| 3.      | Ray Stevens   | 1             | 102             |
| 4.      | Johnny Barend | 2             | 72              |
| 5.      | Pedro Morales | 1             | 32              |